# قشلاق بايين حصار (ميانكوه)
قشلاق بايين حصار (بالفارسية: قشلاق پایین حصار) هي قرية تقع في إيران في خراسان رضوي. يقدر عدد سكانها بـ 95 نسمة .